# Norsk-brittisk-svenska Antarktisexpeditionen
Den Norsk-brittisk-svenska Antarktisexpeditionen (även känd som NBSX eller NBSAE, på norska Maudheimekspedisjonen) pågick från 1949 till 1952 och var den första expeditionen till Antarktis med internationellt samarbete. Manskapet var sammansatt av personer från Norge, Sverige och det Brittiska samväldet. Alla deltagare fick efter expeditionen den norska Maudheimmedaljen.
Expeditionen blev en modell för senare expeditioner till Antarktis och ett viktigt motiv till det internationella geofysiska året 1957/58 och skapandet av den internationella kommittén för Antarktisforskning (Scientific Committee of Antarctic Science, SCAR).
Expeditionens huvudbas, Maudheim, låg på shelfisen utanför kusten av Drottning Mauds land på det område som Norge gjort anspråk på sedan precis före andra världskriget. Norge var angeläget att medelst vetenskap politiskt markera sin närvaro för att stärka sina anspråk på ett område ofantligt mycket större än Norge självt. Förutom att skaffa en överblick och kartlägga området geografiskt var huvudsyftet att genomföra en rad vetenskapliga undersökningar med särskild inriktning på om eventuella klimatförändringar likt de som observerats i Arktis även förekom i Antarktis.

## Planering
Idén till en Antarktisexpedition fick den svenske glaciologen professor Hans W:son Ahlmann under andra världskriget vid studier av flygfoton och kartor från den tyska Neuschwabenlandexpeditionen till Antarktis 1938-39 som tydde på att det hade skett klimatförändringar med bland annat moränbildningar. Professor Harald Sverdrup och Ahlmanns assistent Valter Schytt involverade omkring 1945 kollegor i Storbritannien i planerna då det inom samväldet fanns aktuella polarerfarenheter, ett omfattande antal möjligen aktuella vetenskapsmän som kunde tänkas delta samt inte minst ekonomiska resurser och överskottsmateriel som bandvagnar (snövesslor) efter kriget.
I maj 1947 blev John Giæver som arbetade som kontorschef vid Norsk Polarinstitutt utsedd som expeditionens platschef. Han hade mycket omfattande erfarenheter av övervintringar i arktiska polara trakter och därmed var ledningsgruppen bildad.
Våren 1948 återkom Sverdrup från USA för att tillträda som chef vid Norsk Polarinstitutt och planerna tog fastare form. Man kom överens om att expeditionsledningen skulle vara norsk både på grund av att expeditionen skulle förläggas på Drottning Mauds land och att Norge hade tradition och aktuell erfarenhet av polarexpeditioner.  Huvudsyftet var forskning inom glaciologi och meteorologi och inte en sedvanlig upptäcktsresandeexpedition. Inledningsvis planerades för en grupp på 6-8 personer som skulle flygas in från driviskanten med Catalinaplan till Wohlthatmassivet där gruppen skulle gräva ner sig och övervintra. I och med Sverdrups återkomst och tillträde som Polarinstituttets chef omarbetades planerna radikalt och programmet utvidgades till att expeditionen skulle bestå av 12-14 man som under två år skulle bedriva meteorologiska, glaciologiska och geologiska undersökningar samt utföra seismiska mätningar av isens tjocklek och utföra kartläggning av området. Planerna för huvudbasens placering modifierades till att den skulle förläggas vid kusten och från denna skulle hundspannturer göras under sommarmånaderna. Under året förankrades expeditionsplanerna inom respektive regering.

## Logistik
Det fastställdes att Norge skulle ha administrativ ledning och ansvar för logistik dels på grund av områdets politiskgeografiska läge och att norrmännen hade lång tradition på expeditioner med vistelse och utforskning av polara områden. Av fackmässiga områden fick man huvudansvaret för meteorologi och topografi medan britterna svarade för geologi och Sverige för glaciologi.
Sverige fick i uppdrag att leverera materiel och utrustning för boende, kontorsutrustning, gevär, ammunition och liknande. Norge skulle bland annat svara för en del livsmedel som fiskkonserver samt skidutrustning, 30 hundar varav en del dog i valpsjuka under vistelse i England och som ersattes med hundar från Svalbard och expeditionsfartyg. Britterna svarade för huvuddelen av den maskinella utrustningen inklusive den för samband samt för 30 hundar.
Stapelföda för hundarna var sälkött och pemmikan som bereddes och förvarades fryst tills det användes. Sälkött skulle även utgöra en väsentlig del i deltagarnas mat.
Utrustning och materiel dimensionerade3s för att räcka upp till tre år om förhållandena inte medgav att expeditionen kunde avvecklas efter de planerade två åren. 

## Deltagare
| Namn                        | Funktion                           | Nationalitet   | Anmärkning                                  |
| --------------------------- | ---------------------------------- | -------------- | ------------------------------------------- |
| John Giæver                 | Ekspedionens platschef             | Norge          |                                             |
| Valter Schytt               | Glaciolog, förste ställföreträdare | Sverige        |                                             |
| Gordon de Quetteville Robin | Fysiker, andre ställföreträdare    | Australien     |                                             |
| Bertil Ekström              | Mekaniker                          | Sverige        | Omkom 24 februari 1951                      |
| Stig Hallgren               | Fotograf                           | Sverige        | 1951-52. Överlevde olyckan 24 februari 1951 |
| John Ellis Jelbart          | Fysiker                            | Australien     | Omkom 24 februari 1951                      |
| Gösta H. Liljequist         | Meteorolog                         | Sverige        |                                             |
| Bjarne Lorentzen            | Kock                               | Norge          | 1951-52                                     |
| Peter Melleby               | Mekaniker och hundskötare          | Norge          |                                             |
| Leslie Quar                 | Telegrafist, radiomekaniker        | Storbritannien | Omkom 24 februari 1951                      |
| Alan Reece                  | Geolog                             | Storbritannien |                                             |
| Nils Roer                   | Topograf                           | Norge          |                                             |
| Egil Rogstad                | Telegrafist                        | Norge          |                                             |
| Ernest Frederick Roots      | Geolog                             | Kanada         |                                             |
| Schjølberg Nilsen           | Kock                               | Norge          | Insjuknade och hemförlovades januari 1950   |
| Nils Jørgen Schumacher      | Meteorolog                         | Norge          |                                             |
| John Snarby                 | Kock                               | Norge          | 1950-51                                     |
| Charles Swithinbank         | Glaciolog                          | Storbritannien |                                             |
| Ove Wilson                  | Läkare                             | Sverige        |                                             |

## Transport
M/S Norsel var ett 600 registerton stort sälfångstfartyg med förstärkt skrov och dieselmotor avsedd för en tysk ubåt. Fartyget användes i samband med Maudheimexpeditionen för tre turer mellan Norge och Antarktis. Norsel var för litet för att i en omgång transportera ner all materiel och förråd för upp till tre övervintringar samt manskap från Norge. Därför användes det 24 000 registerton stora valkokeriet Thorshøvdi för oceantransport av tung och otymplig materiel, 60 hundar, varav 40 överlevde resan samt fem man från expeditionsgruppen.
I tillägg medföljde en liten femmanna RAF-grupp med två lätta Austerflygplan på Norsel för att användas för rekognosering. Vid de följande två underhållsturerna medföljde en norsk respektive en svensk flyggrupp för kartläggning av ett större område genom flygfotografering.
Vid tunga transporter på is användes snövesslor, som kunde transportera över tre ton gods på slädar. De användes både vid lossning av Norsel och transport av material och förnödenheter till fasta depåer som lades upp. Hundspann användes jämsides vid lättare transporter och vid fältarbetet.
Två små båtar medfördes utan att några planer fanns för vad de skulle användas till och de fick därför ligga och snöa in. Den ena kom emellertid oväntat till bruks efter att ha grävts fram vid olyckan den 24 februari 1950 då en snövessla stupade utför en nyuppkommen iskant och fyra personer följde med ner i vattnet och varav tre drunknade. En kunde simma till ett isflak och kunde räddas efter flera timmar med hjälp av den framgrävda båten.

## Baser

### Maudheim
Huvudstationen, Maudheim, var under hela expeditionstiden förlagd på shelfis på latitud 71°03'S., longitud 10°55'V ungefär 3 kilometer från en vik i isen som användes som lossningskaj för Norsel. Byggnaderna var väsentligen prefabricerade som monterades i samband med ankomsten. Förråd och förnödenheter på 450 ton avsett för upp till tre års vistelse lossades.
Byggnaderna utgjordes av två huvudbyggnader för inomhusarbete, mat, fritid och sömn. Var och en fick sig tilldelat en avskärmat 1½x2 m privat ”hytt”, där även en del arbetsutrustning förvarades. En mindre byggnad var generatorhus och en annan verkstad. Lite avskilt fanns ett ”borrmaskinshus” samt olika lager, förråd. Cirka 80 m upp till 2 m höga och meterbreda förbindelsegångar mellan enheterna iordningställdes av överblivet byggnadsmaterial, virke, presenningar och segelduk som täcktes med snö så att endast anläggningens skorstenar stack upp. Generator försåg anläggningen med elektrisk energi. Anläggningen drevs med dieselolja för värme och maskinell drift. Matlagning skedde på fotogeneldade primuskök. Drygt 100 m väster om huvudanläggningen monterades ett hus för radiopejling av väderballonger.
Hundarna vistades utomhus, förutom de efter hand tillkommande sammanlagt cirka 25 valparna, som fick del av ingången till verkstadsutrymmena.
Slutligen kom Maudheim att ha en areal på cirka 50x40 m, exklusive radiopejlingshuset.

### Framskjutna basen
Drygt 300 km söder om Maudheim anlades nära en nunatak, döpt till Pyramiden, vad som kom att heta ”Framskjutna basen” på lat. 72°17'S, long. 03°48'V. Framskjuta basen var inte bemannad under vintertid men hade tält, mat- och bränsleförråd för underhåll vid sommarens fältarbete. Därtill lades ett antal understödsförråd upp oberoende av Maudheim eller Framskjutna basen.

## Kommunikationer
Regelbunden radiokontakt upprätthölls, vanligen ändvändes telegrafi, med Norge och Sydafrika samt mellan Maudheim och Framskjutna basen liksom med fältgrupperna under deras turer. Ibland kunde förhållandena vara så svåra att radiokontakt kunde vara svår att upprätthålla, men väderrapporterna till Kapstaden upprätthölls regelbundet under hela expeditionstiden.

## Expeditioner/turer
Under sommarhalvåren företogs ett flertal kortare eller längre forskningsturer. De mest omfattande var en tur på drygt 600 km med framför allt seismiska mätningar av bergsformationer under isen samt samlade av stenprover. Vid denna tur skadades Alan Reece i höger öga av en stenflisa så att ögat senare måste opereras bort. Den mest omfattande expeditionen var cirka 1 300 km lång och varade i mer än 80 dagar. Under denna utfördes seismiska mätningar av is- och bergstjocklek liksom undersökningar avseende ackumulation av is.

## Metoder och några resultat
Bearbetning och redovisning av fältundersökningarna skedde under de efterföljande åren. Vid sidan om de naturvetenskapliga rönen genomfördes medicinska undersökningar vad gällde expeditionsmedlemmarnas fysiologiska, psykiska och sociala tillstånd.

### Meteorologi
Den meteorologiska forskningen skedde i huvudsak vid Maudheim dels i form av fortlöpande lokal registrering av vind, moln och temperatur. Den andra viktiga meteorologiska metoden var daglig uppsändning av väderballonger för mätning av parametrarna på hög höjd upp i stratosfären där temperaturer ner till -90°C påvisades. Data sammanställdes och bearbetades med data från andra mätningar fördelade över globen och visade att den antarktiska isskölden påverkar övriga världens klimat, särskilt på södra halvklotet.

### Glaciologi
Genom utplacering och mätning av markörer på isen undersöktes hur snö och is byggdes upp och hur glaciärerna rörde sig. Genom undersökningar av upp till 100 m långa iskärnor kunde klimat- och klimatförändringar bedömas över lång tid tillbaka.
Bearbetning av erhållna data visade att förändringar i den Antarktiska isskölden har stor påverkan på världshaven, då den binder mycket stora vattenmassor, som om den smälte skulle höja världshavens yta med global översvämning som följd. Förändringarna i isskölden bedömdes vara små och långsamma, sannolikt beroende på dess massa. Man visade också att hypotesen om tidigare antarktiska klimatförändringar, som bland annat hade gett professor Ahlmann uppslaget till expeditionen, var riktig.

### Geologi
Baserat på de geologiska fynden utarbetades en hypotes, att Drottning Mauds land en gång i tiden hade varit förenad med södra Afrika och sedan åtskilts från detta område och bildat en separat kontinent på grund av kontinentaldriften.

### Kartläggning och topografi
Ungefär 6 000 kvadratkilometer kartlades genom fältarbete som kom att kompletteras med flygfotografering av mer än 100 000 kvadratkilometer. Detta modifierade kartbilden jämfört med de kartor som den tyska expeditionen 1938-39 hade utformat. Den subglaciala topografin kartlades utefter en 600 km lång sträcka som visade att havsytan sträckte sig 200 km in under isen från Maudheim räknat och därefter följde ett kraftigt kuperat berglandskap med omväxlande områden under havsytenivå och toppar på upp över 2000 m, varav endast ett fåtal stack upp över isskölden innan berget planade ut på cirka 1000 m höjd.

### Biologi
Vare sig biologiska eller oceanografiska undersökningar ingick som prioriterade delar i uppdraget utan skedde mer i förbigående i mån av möjlighet och tid.
Växtligheten var begränsad till få mossarter och lavar på nunataker, där det var riklig förekomst av lavar på 200 meters höjd i norr på 71°20'S men blev alltmer sparsamt ju längre söderut och högre altitud man kom för att vara mycket sällsynta vid 2 000-2 700 m höjd på 73°30' sydlig bredd.
Bland landlevande leddjur fann man enbart några små, millimeterstora kvalsterarter på nunataker.
Fågellivet hade ett begränsat antal arter men vid iskanten talrik förekomst av individer. Ispetrell och antarktispetrell var de vanligaste häckande arterna, där man fann ispetreller ända nere vid 73° 40'S, minst 200 km från närmaste möjliga område att hämta föda. Labbar förekom, fast ganska sällsynt. Bland pingviner var det särskilt kejsarpingviner som påträffades, men närmare studier gjordes ej av fåglar.
Det fanns tre sälarter i området, krabbätarsäl, Weddells säl och Ross säl, där den sistnämnda var relativt sällsynt och den mest okända. Man undersökte därför skjutna exemplar av den mer noggrant med bland annat mätningar och preparering av delar samt att kranier sparades för vidare undersökningar vid vetenskapliga institutioner. Begränsade undersökningar av maginnehåll från skjutna sälar samlades och konserverades också för undersökningar efter det att expeditionen avslutats.

### Oceanografi
Oceanografi begränsades till mätningar av vattentemperatur, salthalt och vattenströmmar från iskanten vid Maudheim samt vad som kunde utföras från Norsel, som även inkluderade en relativt detaljerad loggning av isförekomsten, vilka kompletterade uppgifter från tidigare passager i området. Man kunde vidare fastställa vid iskanten, att det fanns ett ganska tjockt skikt vatten med mindre salthalt som strömmade just under isen och värmde upp isen från undersidan.

### Jordmagnetism och polarsken
Begränsade mätningar av jordmagnetismen utfördes men gav relativt litet av värde och detsamma gällde polarsken, då Maudheim låg utanför området för intensivt sydsken.

### Medicin och fysiologiskt
De medicin-fysiologiska resultaten stämde väsentligen överens med resultaten från tidigare amerikanska expeditioner både avseende dem som gjorde långvariga fältstudier eller de som var mer stadigvarande bundna till Maudheim och tillförde väsentligen inte något nytt.

### Socialt och organisation
Erfarenheterna från Maudheimexpeditionen var senare till viktig hjälp för planeringar av internationellt samarbete vid bemanning och genomförande av långvariga expeditioner till ensliga delar av Antarktis. De visade att med omsorgsfull planering var effektiv organisation på plats var möjlig med ett minimum konflikter mellan olika intressegrupper och medlemmar med delvis olika kulturell bakgrund. Erfarenheterna blev viktiga vid planering och utformning av de vetenskapliga grupperna och verksamheterna under det Internationella geofysiska året 1957-58 och senare.